# Maison des Congrès et de la Culture (Clermont-Ferrand)
La Maison des Congrès et de la Culture de Clermont-Ferrand est un lieu de spectacle municipal. Deux salles de spectacle (Jean Cocteau 1425 places et Boris Vian 325 places) et plusieurs salles de réunion permettent la tenue, tout au long de l'année, de très nombreux spectacles vivants : théâtre contemporain, classique et de boulevard, opéra, opérette, danse, concert rock et de musique classique, création, etc.
Elle a hébergé de nombreuses années la Comédie de Clermont - Scène nationale (jusqu'en septembre 2020) et le Centre lyrique d'Auvergne (jusqu'en 2013).
Mise en fonctionnement en 1979, la Maison de Congrès et de la Culture n'a jamais cessé d'être fort utilisée, notamment pour le Festival international du court métrage. Sa localisation en plein centre de Clermont-Ferrand en fait un lieu très accessible. Elle est aujourd'hui desservie par un arrêt du tramway.
Son architecture tout de béton et de baies vitrées teintées s'inscrit dans une vision de quartier. Elle jouxte en effet l'ancienne gare routière devenue Comédie et la Mutuelle sociale agricole dont elle reprend les traits architecturaux.
Faute d'accueillir encore la plupart des congrès (déplacés vers Polydome), le bâtiment porte aujourd'hui le nom de Maison de la Culture.
En mai 2009, un rucher d'apis mellifera carnica a été installé sur une terrasse de la Maison de la Culture.
Le 25 juin 1979 Johnny Hallyday y donna un concert.